# Espelho esférico

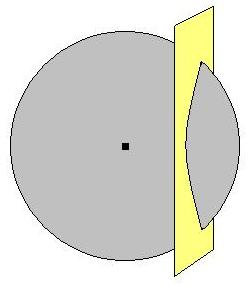
Esfera seccionada

Um espelho esférico é um elemento óptico refletor que tem a forma de uma seção esférica. Pode ser côncavo ou convexo. No primeiro caso a superfície refletora é interna e no segundo externa. Os espelhos esféricos obedecem às mesmas leis de reflexão da luz dos espelhos planos da óptica geométrica.

## Condições de Gauss
Para se obter imagens nítidas em espelhos esféricos, Gauss observou que os raios de luz deveriam incidir paralelos ou pouco inclinados em relação ao eixo principal e próximos dele. Assim, para se ter nitidez na imagem, o ângulo de abertura do espelho tem que ser inferior a 10 graus. Se essas condições forem obedecidas, esses espelhos são chamados de espelhos esféricos de Gauss.

## Elementos

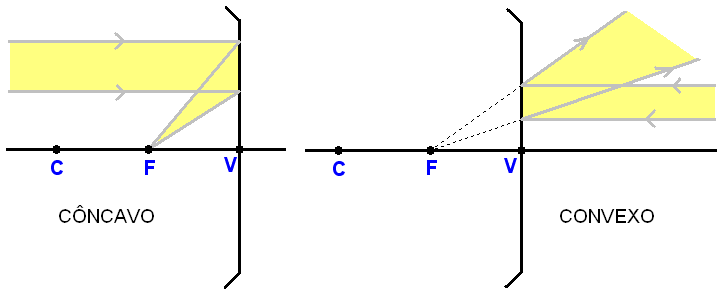
Feixes de luz e o foco

- Centro de curvatura (C): é o centro da esfera que deu origem ao espelho.
- Raio de curvatura (R): é o raio da esfera que deu origem ao espelho.
- Vértice (V): é a interseção entre o eixo principal e a calota esférica.
- Eixo principal: é a reta que passa pelo centro de curvatura e sai perpendicular ao vértice do espelho.
- Eixo secundário: qualquer reta que passe pelo centro de curvatura, menos a que é definida como eixo principal (passa pelo vértice). Existem infinitos eixos secundários na superfície do espelho.
- Ângulo de abertura (A): é o ângulo formado pelas extremidades da calota, delimitada por eixos secundários.

## Foco
- Principal: Quando um feixe de raios paralelos incide sobre um espelho esférico de Gauss, paralelamente ao eixo principal, origina um feixe refletido convergente, no caso do espelho côncavo, e divergente, no espelho convexo. Esses raios refletidos ou seus prolongamentos vão se encontrar em um ponto chamado foco principal. Ele se encontra no ponto médio entre o vértice e o centro de curvatura do espelho, ou seja, {\displaystyle f={\frac {c}{2}}}, onde {\displaystyle c} é a distância entre o ponto C e V, e {\displaystyle f} é a distância entre o ponto F e V.
- Secundário: Quando um feixe de raios de luz paralelos incide no espelho esférico de Gauss, paralelamente a algum eixo secundário, este origina raios refletidos que convergem ou divergem (côncavo e convexo) para um ponto chamado foco secundário. Vale salientar que o foco principal e os focos secundários pertencem a uma mesma reta, e, esta reta, corta perpendicularmente o eixo principal, no ponto onde se situa o foco principal.

## Raios notáveis dos espelhos esféricos gaussianos
- Todo raio de luz que incide paralelamente ao eixo principal reflete na direção que passa pelo foco principal. No espelho côncavo a passagem é efetiva, no convexo são os prolongamentos dos raios que passam pelo seu foco principal.

- Todo raio de luz que incide no espelho, com sua direção passando pelo foco principal, reflete paralelamente ao eixo principal.

- Todo raio de luz que incide no espelho, na direção do seu centro de curvatura, reflete sobre si mesmo.

- Todo raio de luz que incide no vértice do espelho reflete simetricamente em relação ao eixo principal. Ou seja, o ângulo de incidência é igual ao ângulo de reflexão.

## Objeto e imagem
Temos a seguinte equação com relação a imagem projetada por um objeto frente a um espelho esférico (côncavo ou convexo).

### Posição (em relação ao vértice)
{\displaystyle {\frac {1}{f}}={\frac {1}{p}}+{\frac {1}{p'}}}, em que
{\displaystyle f}, é a posição do foco principal.
{\displaystyle p}, é a posição do objeto.
{\displaystyle p'}, é a posição da imagem projetada.

Nesta convenção, valores positivos representam posição no lado real, e negativos no lado virtual.
Imagem virtual é formada pelos prolongamentos dos Raios Refletidos(RR).
Imagem real é formada pelos próprios Raios Refletidos(RR).
Outra forma de escrever esta equação é:
{\displaystyle {f}={\frac {p*p'}{p+p'}}}

### Ampliação
{\displaystyle m={\frac {i}{o}}={\frac {-p'}{p}}}, onde
m é a ampliação da imagem.
{\displaystyle i}  é o tamanho da imagem.
{\displaystyle o}  é o tamanho do objeto.
ou ainda 
{\displaystyle m={\frac {i}{o}}={\frac {f}{f-p}}}, onde
{\displaystyle f}  é a distância focal do espelho.